# Саркодине
Саркодине (Sarcodina) су група протиста (или праживотиња) које се крећу псеудоподијама, или ређе бичевима.

## Опис и екологија групе
Тело саркодина је неправилног облика код најједноставније грађених врста, а код већине постоји скелетна љуштурица око тела (нпр. фораминифере). Цитоплазма им је диференцирана на ектоплазму (спољашњи слој) и ендоплазму (унутрашњи слој). Имају једно или више једара у цитоплазми. Размена гасова врши се дифузијом. Немају дефинисан положај цитостома. Издуживање се врши на било ком делу тела.
Живе слободно, пливајући или у влажним стаништима, а могу се срести и паразитске форме (дизентерична амеба).

## Статус назива
Саркодине имају статус таксономске категорије подтипа у оквиру потцарства праживотиња. Обухватају класе:  и Heliozoea.
Назив Sarcodina данас се не користи у кладистичким класификационим схемама, првенствено зато што је ова група организама са псеудоподијама парафилетског или полифилетског порекла. Некадашње групе (класе) данас припадају различитим еукариотским царствима.